# Nanar
Pour l’article ayant un titre homophone, voir Nanard.
Pour les articles homonymes, voir Nanar (homonymie).
Ne doit pas être confondu avec Navet (film).

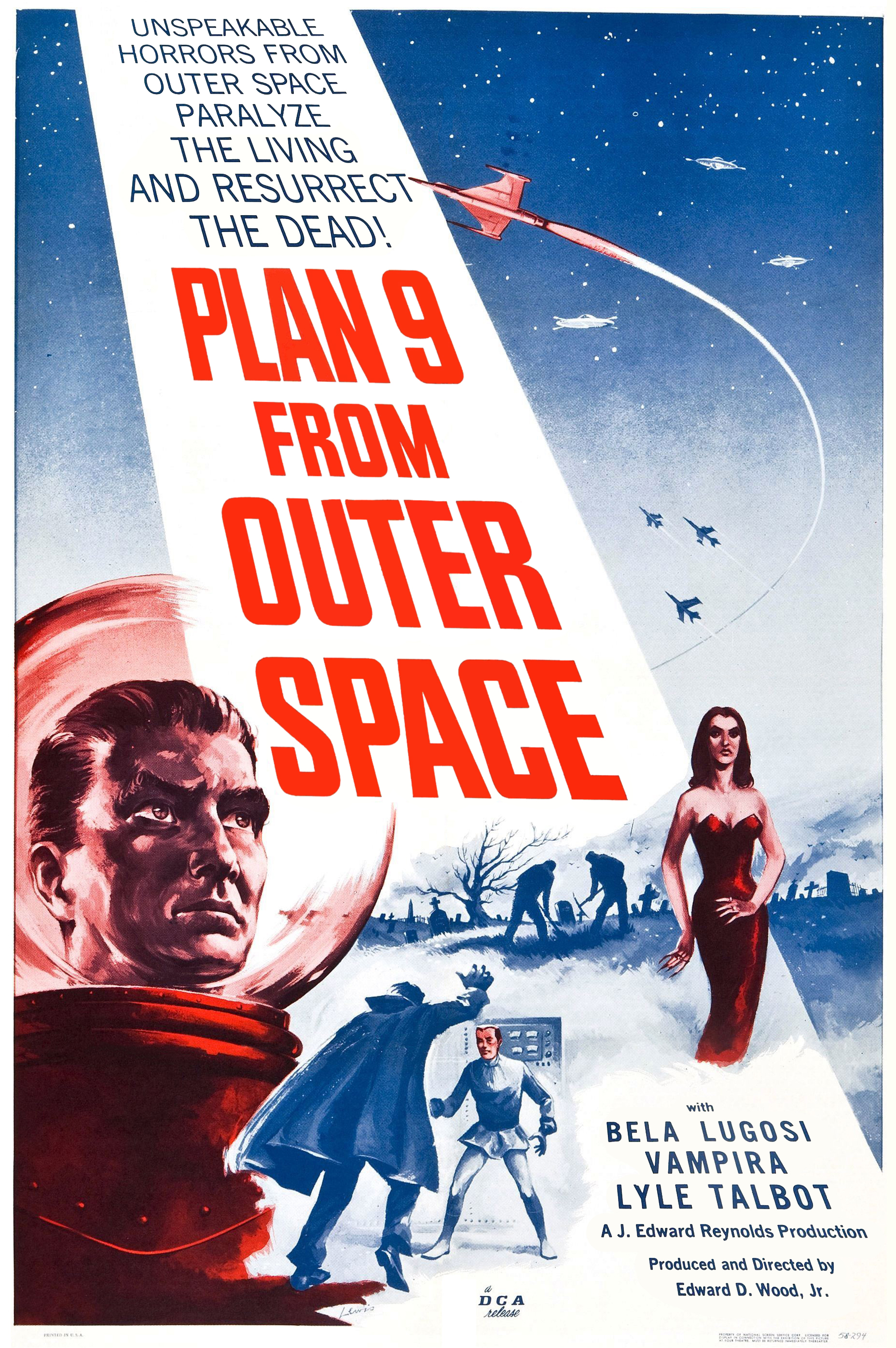
Affiche du film Plan 9 from Outer Space réalisé par Ed Wood, un exemple célèbre de « nanar ».

Un nanar est, dans le registre familier, un film qui possède tant de défauts qu'il en devient involontairement ridicule et comique. Ce n'est pas exactement la même chose qu'un navet.
Bien qu'il n'existe pas de définition officielle de ce qu'est un « nanar », on le distingue généralement du « navet » par sa capacité à divertir : le nanar amuse par ses défauts, tandis que le navet est simplement ennuyeux (en référence au goût fade du légume du même nom).
Le terme « nanar » est cependant parfois utilisé abusivement pour désigner tous les films sans intérêt ; il fait alors double emploi avec le terme de « navet », auquel il devrait s'opposer. Le nanar est également parfois confondu à tort avec le cinéma bis ; or, des productions du cinéma bis peuvent être considérées comme de « bons films » et des films à gros budget peuvent aussi être considérés comme des nanars.
Bien que les nanars soient, par définition, de mauvais films, certains cinéphiles affectionnent ce type de production et les recherchent volontairement. Certains nanars ont même acquis une renommée internationale et font maintenant partie de la culture populaire ; par exemple Plan 9 from Outer Space, The Room, Turkish Star Wars, Les Barbarians, Troll 2 ou Birdemic: Shock and Terror.
Dans le jargon des brocanteurs et des bouquinistes, le « nanar » désigne un livre ou un objet médiocre et invendable.

## Histoire

### Étymologie
Selon Bernard Pivot, le terme « nanar » serait en fait dérivé du mot « navet », qui daterait lui-même d'avant même l'invention du cinéma : on l'utilisait au XIXe siècle dans les salons littéraires pour désigner des tableaux de peu de valeur (le terme employé aujourd'hui serait plutôt une « croûte ») ou des œuvres littéraires ennuyeuses[réf. incomplète]. Selon le Centre national de ressources textuelles et lexicales, le mot « nanar » désigne une « vieillerie sans valeur ». Le terme s'est semble-t-il répandu dans les années 1950 à partir des cinémas du Quartier latin de Paris[réf. nécessaire].
Selon le dictionnaire Le Robert[Lequel ?], le terme « nanar » date bien du XIXe siècle, mais s'orthographiait alors « nanard ». Il ne dériverait pas de « navet », mais de l'ancien mot d'argot « panard » signifiant « vieil homme ». Un « nanard » est donc aussi à l'origine une vieille « croûte » (une vieille personne étant d'ailleurs parfois surnommée un « vieux croûton »), une œuvre que l'on trouve mauvaise et risible car elle est désuète. Ce dernier point est parfois pris en compte, des dictionnaires traduisant « nanar » par « mauvais car démodé »[réf. nécessaire].
On peut aussi employer le mot « nanar » comme adjectif dans tout ce qui est drôle, car mauvais. Par exemple, parler d'un livre « nanar » pour un livre qui fait rire parce qu'il est très mal écrit, ou d'un jeu vidéo « nanar » car mal programmé et truffé d'éléments insensés.
Quelques réalisateurs américains sont largement considérés comme des nanar realisator (des réalisateurs de nanars), notamment Ed Wood qui est connu pour ses films à petit budget ainsi que pour ses erreurs techniques dans ses films, comme les mauvais effets spéciaux.
En 1984, le cinéaste français Bertrand Tavernier (en collaboration avec Bernard Martinand et Yves Martin) a revendiqué être à l'origine du mot « nanar », ainsi que celui de « péplum » durant la période du ciné-club Nickel Odéon au début des années 1960.

### La «nanarophilie»
Selon Antonio Dominguez Leiva et Simon Laperrière, auteurs du livre Éloge de la nanarophilie, l'origine de la pratique du visionnage de nanars, ou « nanarophilie », se trouve dans le mouvement surréaliste.
Les surréalistes cherchent volontairement au cinéma tout ce qui relève du « bizarre », c'est-à-dire ce qui est contraire au « bon goût », et vagabondaient de salle en salle en quête de moments nanars. Ils évitaient le « bon cinéma » ou le cinéma reconnu par la critique. Leiva et Laperrière soutiennent que le nanar naît avant tout dans le regard du spectateur, qui jouit d'un mauvais film au lieu de simplement s'ennuyer ou s'irriter.

### Nanars «volontaires»
Certains films sont volontairement réalisés comme des « nanars », constituant des formes de parodies qui se donnent l'air sérieux sans l'être (humour pince-sans-rire), et qui se distinguent des nanars « involontaires » dus à un manque de moyens assumé.
Une société de production comme Troma, pionnière du genre, a de nombreux nanars volontaires à son actif. La société The Asylum, plus récente, se distingue par son utilisation massive d'images de synthèse.
Les séries The Toxic Avenger et Sharknado sont les exemples les plus connus de nanars volontaires.

## Personnalités liées aux nanars

### France
- Jean-Marie Pallardy, réalisateur français de nombreux nanars (dont une grande partie érotiques), auteur entre autres de Vivre pour survivre, film franco-turc considéré comme l'un des plus grands nanars de tous  les temps par le site spécialisé Nanarland[11].
- Jean Rollin, auteur de nombreux nanars (comme Le Lac des morts vivants), dont certains érotiques[12].
- Philippe Clair, auteur de nombreuses comédies de rire gras, souvent à thème militaire (comme Le Führer en folie)[13].
- Max Pécas, qui a la réputation d'être un grand réalisateur de nanars français, même si de nombreux amateurs ne sont pas d'accord avec cette idée : Pécas n'a d'ailleurs qu'un seul film chroniqué sur Nanarland, où son auteur est qualifié de « roi du navet » plutôt que de « roi du nanar »[14].
- Howard Vernon, ancien second couteau dont la carrière a progressivement dérivé vers la série Z.
- Norbert Moutier, réalisateur semi-amateur dont les films auto-produits et auto-édités ont eu initialement une diffusion plus que confidentielle et réunissant des personnalités liées au cinéma bis.
- Marius Lesœur, fondateur de la firme Eurociné, qui produisit un grand nombre de films à très petits budgets, souvent en coproduction avec l'Espagne.

### Espagne
- Manuel Esteba, réalisateur espagnol de nombreux nanars, dont Lui et l'autre, une parodie d'E.T., l'extra-terrestre, et le film de science-fiction Les Survivants de l'apocalypse.
- Paul Naschy, réalisateur espagnol. Selon Olivier Père, ses films sont des aberrations avec des starlettes aux poitrines généreusement dénudées, des longues scènes où il ne se passe rien, des trucages miteux et des acteurs égarés[15].
- Jesus Franco, réalisateur espagnol prolifique dans le cinéma bis.

### Italie
- Bruno Mattei, réalisateur de nombreux films d'exploitation italiens, dont un grand nombre de nanars, à qui l'on doit notamment Les Rats de Manhattan[16] et Virus cannibale[17].
- Alfonso Brescia, auteur de nombreuses fausses suites comme La Bataille des étoiles[18].
- Enzo G. Castellari, auteur de nombreux films d'action aux affiches pseudo-hollywoodiennes mais à la réalisation famélique, comme Les Nouveaux Barbares[19].
- Aldo Maccione, célèbre acteur culturiste de série B qui donna souvent dans la série Z[20].
- Luigi Cozzi
- Antonio Margheriti
- Claudio Fragasso, auteur du nanar culte Troll 2.

### États-Unis
- Ed Wood, surnommé « le plus mauvais réalisateur de tous les temps » ; ses films sont considérés comme des classiques du nanar, en particulier le célèbre Plan 9 from Outer Space[21].
- The Asylum, société de production spécialisée dans les « mockbusters » (plagiats de films hollywoodiens), ainsi que des films exploitant l’image de cette société, « producteurs de mauvais films »[22].
- Chuck Norris, ancien champion de karaté, devenu star de films d'action sécuritaires à petit ou moyen budget[23]. Célèbre pour avoir fait l'objet de mèmes Internet parodiant à l'extrême ses personnages surcompétents.
- Steven Seagal, ancien praticien d'aïkido, sorte de rival de Chuck Norris mais une catégorie en dessous[24].
- Jean-Claude Van Damme (né belge), rival de Chuck Norris mais une catégorie en dessous[non neutre], célèbre pour ses interviews délirantes mêlant franglais et concepts philosophiques déconcertants[25].
- Tommy Wiseau, acteur et auteur du film culte The Room, le seul à ce jour à être diffusé sous forme de Midnight Movie après Eraserhead. Célèbre pour sa personnalité excentrique, comme ses films.
- Fred Williamson, ancien joueur de football américain et figure de proue de la blaxploitation ayant beaucoup œuvré dans la série B et Z.
- Al Adamson, réalisateur de films à budget très réduits, souvent mélangés avec des morceaux de films préexistants comme Dracula contre Frankenstein, et embauchant des acteurs considérés comme « has been ».
- Lloyd Kaufman, patron de la société de production et de distribution Troma ; réalisateur de nanars volontaires dont The Toxic Avenger.
- Richard Harrison, acteur de série B célèbre pour ses apparitions dans des films de ninja, et pour les mèmes issus de ses tirades dans le film Hitman le Cobra.
- Reb Brown, acteur fétiche de Bruno Mattei.
- Dyanne Thorne, actrice connue notamment pour son rôle d'Ilsa dans divers film de nazisploitation.
- Lou Ferrigno, acteur et culturiste connu pour avoir incarné le personnage de Hulk dans la série éponyme, et qui par la suite ne tourna plus que dans des nanars.
- Cynthia Rothrock, artiste martiale ayant joué dans de nombreuses séries B hongkongaises.
- Roger Corman, surnommé « le pape de la série B » qui produisit de nombreux nanars.
- Andy Sidaris, qui réalisa des films d'action « sexy » à petit budget, en embauchant exclusivement des playmates et en mettant des membres de sa famille à divers postes.
- David Winters, ancien chorégraphe de Broadway qui produisit et réalisa de nombreux films à très petit budget.

### Chine (essentiellement Hong-Kong)
- Godfrey Ho (de son vrai nom Ho Chi Keung, « Godfrey Ho » étant son pseudo le plus connu), réalisateur hongkongais de films d'arts martiaux (très souvent impliquant des ninjas) souvent considérés comme des nanars. Il a par ailleurs beaucoup utilisé la technique du « 2 en 1 » qui consiste à produire plusieurs films à partir d'un unique tournage, souvent sans en prévenir les équipes et les acteurs, bien qu'il ait nié avoir fait appel à ces techniques dans ses interviews.
- Joseph Lai, qui a travaillé avec Godfrey Ho et qui a notamment fondé la société IFD, responsable de nombreux films considérés comme des nanars, dont des films d'animation produits en Corée du Sud.
- Tomas Tang, un concurrent de Joseph Lai. Il est probable que cette personne n'existe pas vraiment et ne serait qu'un pseudo servant à plusieurs "yes-man", voire à Godfrey Ho et Joseph Lai eux-mêmes.
- Bruce Lee, acteur célèbre été imité dans des films de Bruceploitation, des films destinés à imiter les films de Bruce Lee dans les années qui suivirent sa mort.

### Autres
- Menahem Golan, producteur israélien qui produisit et réalisa de nombreux films considérés comme des nanars, parmi lesquels plusieurs films avec les acteurs Chuck Norris et Jean-Claude Van Damme.
- Cüneyt Arkın, le « Alain Delon turc », star de nombreux nanars turcs dans les années 1980-1990 dont notamment Dünyayı Kurtaran Adam (appelé aussi « Turkish Star Wars » car réutilisant des images volées à George Lucas), un film turc devenu culte et considéré également comme l'un des plus grands nanars de tous les temps[26].
- Weng Weng, acteur nain philippin ayant joué dans des films très appréciés des amateurs de nanars (semi-parodies de James Bond aux titres évocateurs comme 007 1/2 ou For Your Height Only[27]).
- Teddy Page, réalisateur philippin vraisemblablement mort en 2008. Il travaillait avec des acteurs européens et américains de seconde zone qui avaient échoué aux Philippines, et n'avait que de faibles budgets pour imiter des films d'action américains[28].
- Santo, catcheur mexicain ayant fait une carrière d'acteur dans des films d'exploitation, où il joue partiellement son propre rôle et incarne des redresseurs de torts.
- René Cardona, réalisateur prolifique du cinéma d'exploitation mexicain, comme le seront ensuite son fils et son petit fils.
- Uwe Boll, réalisateur allemand célèbre pour ses adaptations filmiques de jeux vidéos, toutes jugées médiocres.

## Films notables
Quelques films considérés comme des « nanars » sont entrés dans la culture populaire.
- Plan 9 from Outer Space
- Turkish Star Wars
- Troll 2
- The Room
- The Toxic Avenger
- Samurai Cop (en)
- Hitman le Cobra
- Invasion USA
- Portés disparus 3
- Devil Story

## Émissions et sites spécialisés
Plusieurs sites internet et émissions télévisées se sont spécialisées dans la chronique des nanars, comme Nanarland en France. Escale à Nanarland est une émission consacrée à ce type de films, diffusée sur le site Allociné en collaboration avec l'équipe du site Nanarland et arrêtée depuis le 21 décembre 2013.
Depuis 2017, la chaîne Arte propose sur son site internet la websérie « Nanaroscope ». Deux saisons sont disponibles pour des épisodes durant entre 7 et 10 minutes.
Mystery Science Theater 3000 est une émission de télévision humoristique américaine dans laquelle étaient diffusés des nanars, régulièrement ponctués des interventions d'acteurs plaisantant sur les défauts de ces films.